# Galské války
Galské války, také galská válka, byla série vojenských tažení Římanů v letech 58–50 př. n. l., v nichž prokonzul a vojevůdce Julius Caesar dobyl velkou část Galie. Sám je popsal ve své knize Zápisky o válce galské (Commentarii de bello Gallico), která je také hlavním historickým pramenem pro toto tažení. Součástí tažení byla také Caesarova expediční výprava do Británie.

## Příčiny
Římané měli z Galů respekt a obavy, protože v roce 109 př. n. l. během Kimbrijské války napadli a vyplenili sever Itálie. Vypudit se je podařilo až po několika bitvách Gaiovi Mariovi.
V roce 63 př. n. l. se galské kmeny Arvernů a Sekvanů spojily s germánským vůdcem Ariovistem a společně zautočili na galský kmen Aedů v bitvě u Magerobriga. Ariovistus po vítězné bitvě od Galů požadoval území pro svůj kmen Svébů. Svébové byli časem stále agresivnější a stále více utlačovali i spolčené galské kmeny Arvernů a Sekvanů. Poražený kmen Audů byl spojencem Římanů, a tak vyslal do Říma druida Diviciaca, aby požádal o pomoc. V té době se k moci dostával Julius Caesar, kterého politická kariéra dostala do obrovských dluhů. Jeho členství v politickém triumvirátu, složeném ještě z Marca Licinia Crassa a Pompeia, mu zajistilo funkci prokonzula dvou provincií v Gallii Cisalpina a Ilýriku. Když prokonzul Gallie Narbonensis Metellus Celer nečekaně zemřel, byla tato provincie také přidělena Caesarovi, k tomu mu bylo navíc prokonzulství prodlouženo na pět let, což v té době bylo neobvyklé. Julius Caesar se potřeboval dostat k moci a zároveň se zbavit finančních dluhů, proto hledal záminku pro napadení Galie. Tuto záminku našel ve chvíli, kdy germánskému tlaku od východu začal čelit i kmen Helvéciů, a proto požádal Caesara o souhlas s přechodem přes římské provincie na západ. Caesar tuto žádost zamítl a následně nechal v oblasti Ženevského jezera postavit několik kilometrů dlouhé opevnění. Když ho Helvéciové ze severu obešli, vydal se za nimi a v bitvě u Bibracte západně od Augustoduna je v roce 58 př. n. l. napadl a zmasakroval. Starověký Řím nezasáhl, tím vstoupil do galských válek.

## Válka

Casarova tažení v Galii

Po tomto úspěchu vytáhl Caesar z jara roku 57 př. n. l. s osmi (později deseti) legiemi směrem do Porýní potlačit údajnou vzpouru Belgů. Pronikl rychle až k Severními moři a k Atlantiku a v roce 55 a 54 př. n. l. se dvakrát vylodil v Británii. Když se zdálo, že celá Galie je podrobena a římské vojsko se vrátilo na zimní základny, vypuklo velké povstání. Římské Cenabum (Orléans) dobyli Karnutové, vedení mladým knížetem Vercingetorixem, a část obyvatel pobili. Přesto se Caesarovi podařilo přejít přes zasněžené hory a město dobyl zpět. Vercingetorix jej sice ještě porazil u Gergovie (asi 8 km jižně od Clermont-Ferrand), pak se však stáhl do oppida Alésie (asi 40 km severozápadně od Dijonu), kde byl roku 52 př. n. l. obklíčen, zajat a později v Římě popraven. Ještě v následujícím roce museli Římané potlačovat místní povstání, Caesar byl ale vůči povstalcům mírnější a situace v Gallii se uklidnila. Roku 49 př. n. l. však senát Caesara vyzval, aby se vzdal svého konzulství. Ten se vydal do Itálie, překročil Rubikon a tažením na Řím začala občanská válka proti Pompeiovi.

## Ohlasy
V 19. století se galské povstání a jeho vůdce Vercingetorix stali součástí francouzského národního mýtu a některé postavy - například v kreslených komiksech o Asterixovi - jsou i dnes velmi populární.